# Tiple
Le tiple (terme signifiant "soprano" en espagnol) est une petite guitare qu'on trouve dans toute l'Amérique latine, sachant que les versions des Antilles espagnoles (Porto Rico, République dominicaine, etc.) diffèrent beaucoup de celles du continent sud-américain (Colombie, Pérou, Venezuela). Il dérive sans doute de l'ancien timple des îles Canaries, lui-même hérité des colons espagnols.

## Timple canarien
Il remonte au XVIe siècle et fut sans doute apporté par les colons espagnols.
Il ressemble à un ukulélé, mais avait à l'origine cinq cordes, placée comme sur un banjo. L’accord est : sol - do - mi - la - ré.

## Tiple espagnol
C’est une petite guitare de type ukulélé, à quatre cordes, trouvé à Minorque.

## Tiple portoricain

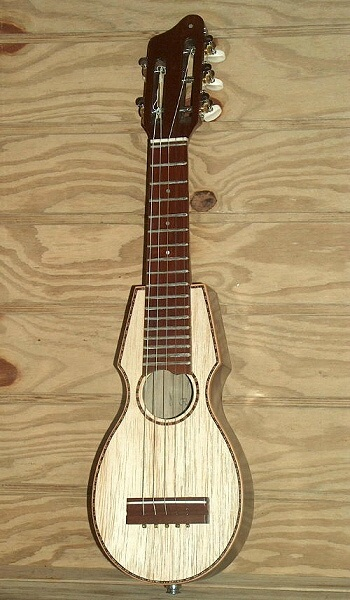
Tiple portoricain

Il remonte au XVIIIe siècle et dérive du guitarrillo espagnol.

### Lutherie
Il ressemble de loin à une petite guitare ancienne, à la caisse de résonance très resserrée et très ornementée. Il est monté de trois à six cordes en métal. Il y en a plusieurs types :
- Tiple doliente, le plus commun, à cinq cordes, accordé en mi - la - ré - sol et do.
- Tiple requinto de la montaña, version plus petite à trois cordes.
- Tiplón ou tiple con macho, version plus grande avec une cinquième cheville sur le manche, comme le banjo.
- Tiple requinto costanero, version plus petite du précédent à trois cordes.
- Tiple grande de ponce

### Jeu
Il a un accordage aux intervalles similaires à ceux de la guitare et est de ce fait propice à la formation d’accords et à l’accompagnement tant des services religieux que des danses de salon, dans des orchestres composés aussi de cuatros et de bordonuas.

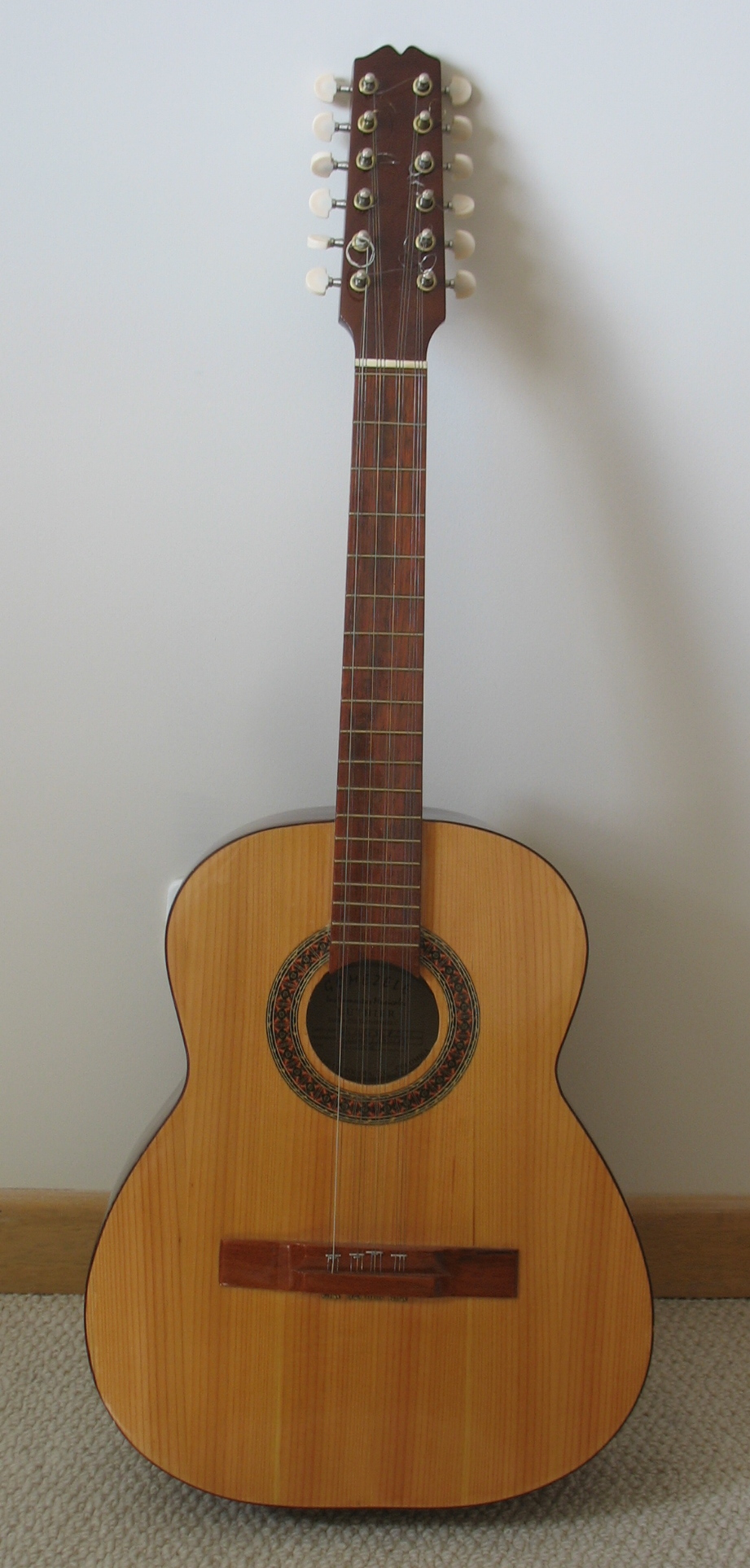
Tiple colombien

## Tiple colombien
Le colombiano, hérité de la vihuela espagnole, le a pris sa forme moderne au XIXe siècle. C’est un instrument très proche de la guitare à douze cordes, légèrement plus petit, mais avec des cordes groupées en 4 chœurs de trois. On trouve aussi un tiple à dix cordes, appelé tiple veleño, plus petit, originaire de la ville de Vélez dans le département de Santander. Le tiple est habituellement accordé en ré-sol-si-mi avec la corde médiane, en cuivre, de chaque chœur accordée à l’octave inférieure.

## Tiple cubain
Le cubano existe en deux versions : l’une à 5 simples cordes et l’autre avec 5 doubles cordes.

## Tiple dominicain
Le dominicano, tiple de Santo Domingo ou tiplet a cinq double cordes et une caisse de résonance de type bandurria. 

## Tiple argentin
L’argentino a six cordes et ressemble à une petite guitare.

## Tiple chilien
Il ressemble à celui de Colombie, mais avec une rosace et des décorations de marqueterie.

## Tiple péruvien
Deux versions du peruano existent : à 4 simples cordes et à 4 doubles.
En outre le banjo tiple a lui 4 paires de doubles cordes.

## Tiple uruguayen
L’uruguayo ou guitarra requinto a 6 simples cordes et ressemble à une guitare.

## Tiple vénézuélien
Le venezolano, guitarro, guitarro segundo ou segunda guitarra est une petite version du tiple colombien. 
Le cinco y medio ou cinco est un tiple roche du cuatro avec 5 cordes.

## Tiples modernes

### Martin tiple

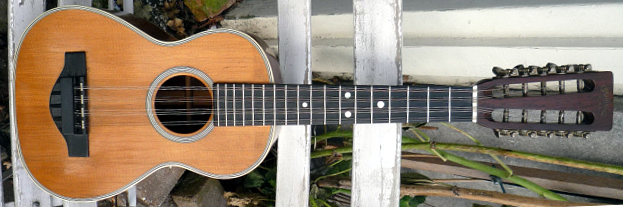
Martin tiple

Tiple à 10 cordes, avec des chœurs doubles à l’uisson et à l’octave aux extrémités, et des chœurs triple au centre avec la médiane à l’octave inférieure. Il fut créé en 1922 et accordé comme un ukulélé. Le 1950 Martin T28 Tiple est une adaptation récente.

### Tiple strumbola
Le strumbola est un tiple récent avec un open tuning et des accords barrés.

### Tiple marxochime hawaiian
Hybride entre la cithare et la lap steel guitar est un tiple de Hawaii dont on joue en pinçant, grattant ou en glissando.